# Liste der Landschaftsschutzgebiete in Bottrop
Die Liste der Landschaftsschutzgebiete in Bottrop enthält die Landschaftsschutzgebiete der kreisfreien Stadt Bottrop in Nordrhein-Westfalen.

## Liste
| Bild | Nummer        | Bezeichnung des Gebietes  | Fläche in Hektar | WDPA-ID   | Koordinaten | Datum der Verordnung |
| ---- | ------------- | ------------------------- | ---------------- | --------- | ----------- | -------------------- |
|      | LSG-4307-001  | LSG-Kirchheller Heide     | 1567,59          |           | Position    | 1992                 |
|      | LSG-4307-002  | LSG-Feldhausen, Overhagen | 1034,95          | 555553825 | Position    | 1992                 |
|      | LSG-4407-0011 | LSG-Rentfort              | 419,29           | 555554073 | Position    | 2001                 |
|      | LSG-4407-010  | LSG-Rothebusch            | 64,21            |           | Position    | 1992                 |
|      | LSG-4407-012  | LSG-Ebel                  | 7,98             | 555554085 | Position    | 1992                 |
|      | LSG-4407-013  | LSG-Welheimer Mark        | 26,49            | 555554086 | Position    | 1992                 |
|      | LSG-4407-014  | LSG-Grafenwald, Boyetal   | 94,73            | 555554087 | Position    | 1992                 |
|      | LSG-4407-015  | LSG-Fernewald             | 363,26           |           | Position    | 1992                 |
|      | LSG-4407-016  | LSG-Eigen                 | 54,18            | 555595874 | Position    | 1992                 |
|      | LSG-4407-017  | LSG-Welheim               | 46,77            | 555561054 | Position    | 1992                 |
|      | LSG-4407-019  | LSG-Vonderort             | 20,88            | 555554084 | Position    | 1992                 |